# Mart Helme
Mart Helme (nacido el 31 de octubre de 1949) es un político estonio, Ministro del Interior de Estonia desde el 29 de abril de 2019 hasta el 9 de noviembre de 2020. Fue durante mucho tiempo el presidente del Partido Popular Conservador de Estonia (Eesti Konservatiivne Rahvaerakond, EKRE), desde el 13 de abril de 2013 al 4 de julio de 2020, cuando lo sucedió su hijo, Martin Helme.
Historiador de profesión, también fue embajador de Estonia en Rusia de 1995 a 1999.
Algunos medios de comunicación le describen como el ala de derecha populista de su país.

## Primeros años
Mart Helme nació el 31 de octubre de 1949 en Pärnu.
Después de graduarse en el instituto de Pärnu en 1968, estudió historia en la Universidad de Tartu y se graduó en 1973.

## Carrera política
Fue embajador de Estonia en Moscú (Rusia) de 1995 a 1999.
De 2003 a 2005, Helme fue miembro de la Unión Popular de Estonia. En 2012 el partido se fusionó con el Movimiento Patriótico Estonio, creando el Partido Popular Conservador de Estonia; un año más tarde fue elegido presidente del Partido Popular Conservador de Estonia.
Helmet declaró que los políticos de Estonia tenían que elegir entre apoyar a quienes quieren construir unos Estados Unidos de Europa o a quienes desean una Europa de estados nación. El Partido Popular Conservador de Estonia no ve lugar para Estonia en unos 'Estados Unidos de Europa'.
En 2015 fue elegido en las elecciones parlamentarias con 46.714 votos individuales y en 2019 su apoyo ascendió hasta los 99.672 votos.
En marzo de 2019 dijo a la prensa que deseaba que algún día su partido consiguiese gobernar en solitario en Estonia.
En 2019, tras las elecciones parlamentarias, tras conseguir el 17.76 % de los votos, fue nombrado ministro de interior de Estonia en un gobierno de coalición presidido por Jüri Ratas del Partido de Centro Estonio (Keskerakond) e integrado, además de estos dos partidos, por Isamaa. Siendo este un gobierno de centro-derecha con rasgos de populismo de derechas y conservadurismo.

## Controversia en los medios de comunicación
Las opiniones de Mart Helme han dado varios titulares a la prensa.

La policía esta agobiada con el trabajo. ¿Por qué deberían de encargarse de la seguridad en el desfile de la perversión?
Mart Helme hablando sobre el desfile del orgullo LGBT de 2017

El número de negros en Tallin ha crecido de manera explosiva.
Discurso de apertura de Mart Helme de una oficina de un partido local, 2018

En diciembre de 2019, Helme dijo en una entrevista radiofónica que 'le pone a uno los pelos de punta' que 'una dependienta (cajera) se haya convertido en primera ministra' (en relación con la elección de Sanna Marin como primera ministra de Finlandia, ya que había trabajado un tiempo como cajera y se había convertido en la jefa de gobierno más joven del mundo). Kersti Kaljulaid, presidenta de Estonia, ofreció una disculpa en su nombre al actual presidente de Finlandia Sauli Niinistö.
El 27 de febrero de 2020, Helme declaró en una rueda de prensa del gobierno que el resfriado común había sido rebautizado como el coronavirus (Covid-19), infravalorando el daño que podría causar al país. Recomendó llevar mostaza y calcetines tibios, así como extender grasa de ganso encima del pecho, todo esto como tratamiento contra el famoso virus. También dijo que el virus se pasa en unos cuantos días, igual que un resfriado común.